# Michael Fennelly
Michael Fennelly (4 de abril de 1949) es un músico estadounidense conocido por su trabajo como cantante y compositor en las décadas de 1960 y 1970, especialmente en The Millennium y Crabby Appleton

## Biografía

### Primeros años
Fennelly nació en Nueva York, Estados Unidos, el segundo de tres hijos. Creció en Pensilvania y Westfield, Nueva Jersey, donde asistió a la escuela secundaria. Comenzó a tomar lecciones de guitarra cuando tenía nueve años. A los 17 años hizo autostop hasta Los Ángeles y comenzó a actuar en clubes de allí. En 1967, se había convertido en miembro del colectivo de músicos de estudio del compositor y productor Curt Boettcher. Contribuyó con el sitar eléctrico y la voz en el álbum Present Tense de Sagittarius, y luego se convirtió en uno de los cinco cantantes, guitarristas y compositores incluidos en The Millennium, el grupo de sunshine pop formado por Boettcher.
En 1969 se unió a una banda existente, Stonehenge, como vocalista principal, guitarrista y compositor, cambiando su nombre a Crabby Appleton. La banda firmó con Elektra Records y lanzaron dos álbumes, con la escritura de Fennelly influenciada por músicos emergentes como Neil Young y Stephen Stills. El sencillo «Go Back», escrito y cantado por Fennelly, producido por Don Gallucci y extraído del primer álbum de la banda, alcanzó el puesto #36 en el Billboard Hot 100 a mediados de 1970.

### Carrera en solitario

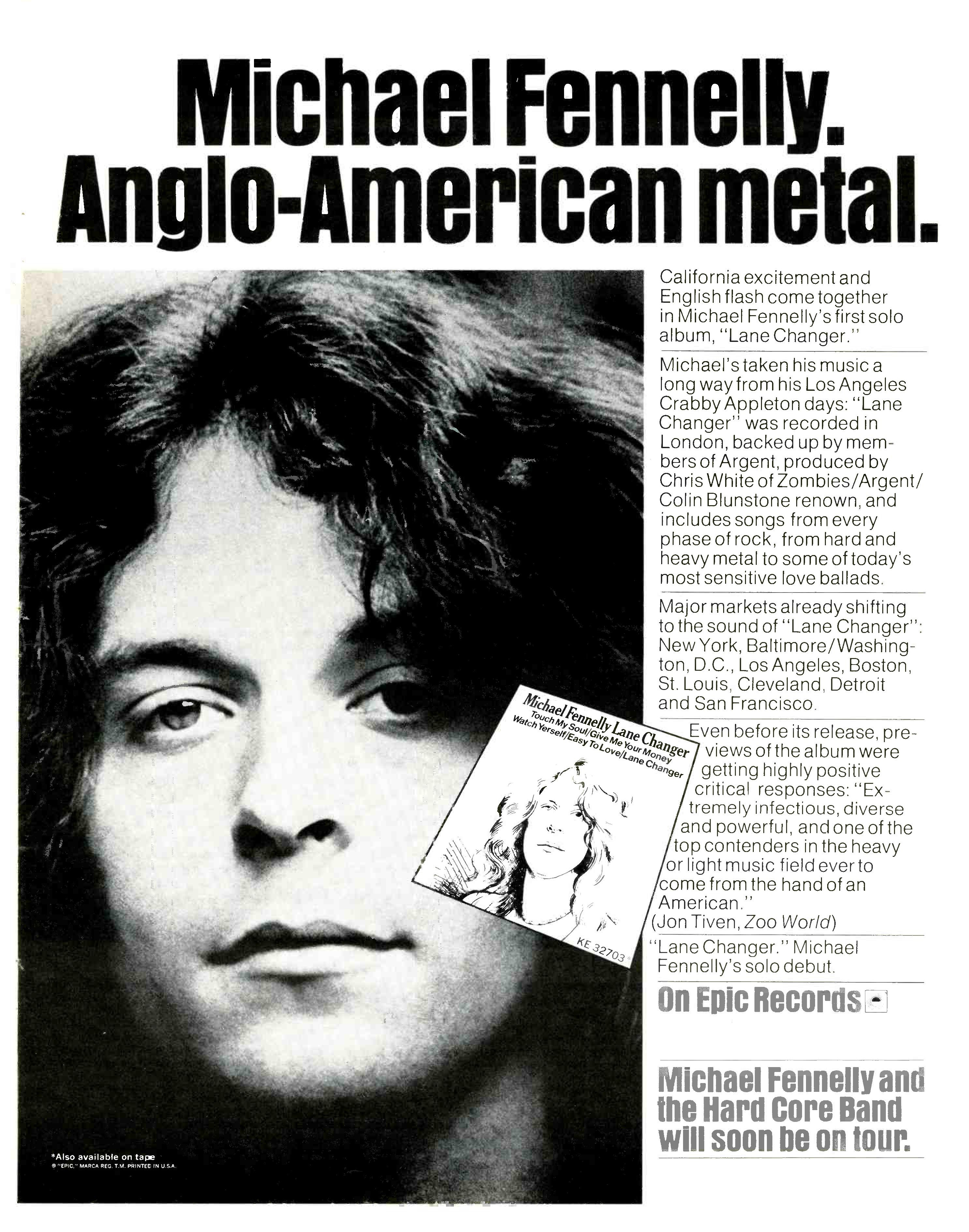
Anuncio comercial del álbum Lane Changer.

Tras la disolución del grupo, Fennelly grabó dos álbumes en solitario. El primero, Lane Changer (1974), fue grabado en Inglaterra con el ex Zombie Chris White como productor y miembros del grupo Argent contribuyendo en algunas pistas. Jeff Beck tocó la guitarra principal en la canción «Watch Yerself». El segundo álbum en solitario de Fennelly, Stranger's Bed (1975), se grabó en Los Ángeles con Denny Bruce como productor y Keith Olsen como ingeniero de audio. Sin embargo, ninguno de los dos tuvo éxito. Fennelly también grabó con Steely Dan; canta la armonía alta en «The Boston Rag» de Countdown to Ecstasy (1973), el segundo álbum de la banda.
En 2013, Sundazed Records lanzó Love Can Change Everything: Demos 1967–1972, que contiene grabaciones de demostración de las canciones de Fennelly producidas durante la era Millennium, canciones de Crabby Appleton y canciones de su lanzamiento en solitario.

## Discografía
Álbumes de estudio
- Lane Changer (1974)
- Stranger's Bed (1975)